# 미스터 앤 미세스 아델만
《미스터 앤 미세스 아델만》(프랑스어: Monsieur & Madame Adelman, 영어: Mr. & Mrs. Adelman)은 2017년에 개봉한 프랑스, 벨기에의 코미디, 로맨스, 드라마 영화이다.
 니콜라스 베도스가 감독을 니콜라스 베도스와 도리아 틸리에가 각본을 맡았다.
 프랑스는 2017년 3월 8일에 대한민국은 2022년 1월 20일에 개봉되었다.

## 줄거리
3가지 챕터를 통한 사라 아델만과 빅터 아델만의 45년간의 러브스토리

챕터 1: 사라, 전략적 기회

챕터 2: 빅터, 사랑의 반전 곡선

챕터 3: 미스터 앤 미세스 아델만

## 출연진

### 주연
- 도리아 틸리에 - 사라 아델만 역
- 니콜라스 베도스 - 빅터 아델만 역

### 조연
- 드니 포달리데스 - 심리학자 역
- 앙투안 구이 - 저널리스트 역
- 크리스티안 밀렛 - 리셰몽 부인 역
- 삐에르 아르디티 - 클로드 리셰몽 역
- 자부 브레트만 - 교장 역
- 줄리앙 부아셀리에 - 앙투안 드 리셰몽 역
- 장-피에르 로릿
- 잭 랭
- 니콜라스 브리안콘